# フィリピン神話の登場人物
フィリピン神話の登場人物（フィリピン神話の登場人物 Mga Tauhan sa Mitolohiyang Pilipino、List of Philippine mythological figures）について以下は、フィリピンの古典神話および先住宗教に登場する神々、女神、バタラ（Bathala）、その他の神聖な存在、半神、重要な人物のリストである。

## 概要
これらは総称して「Diwata（ディワタ）」と呼ばれ、数百年から数千年にわたる物語が存在。
「Bathala（バタラ）」という言葉は、後に「Diwata」に代わって「神々」を指す主要な語となり、人生や自然の側面を司る超自然的存在を意味するようになるが、時が経つにつれて、「Bathala（または Bathalà／Maykapál）」はキリスト教の「God（神）」と結びつけられ、「Diyós（ディオス）」と同義語になる   。
フィリピン神話における「ディワタ（Diwata）」は、自然の精霊、天界の存在、そして神話上の神々を指します。先住宗教においては、特に人間であったことのない天の存在や自然の精霊を意味する。これらの精霊は、物・植物・動物の守護者から、自然の力や抽象的な概念、あるいは神々のパンテオンに属する神々まで様々   。
パグ・ディワタ（Pag-Diwata）とは、神々や自然の精霊に感謝と崇拝を捧げる儀式を指す。
アニト（Anito）またはアニトゥ（Anitu）は、フィリピン神話において、先祖の霊、死者の霊、悪霊、そしてそれらの霊を象徴または宿す木製の神像を指す   。
パグ・アニト（Pag-anito）とは、シャーマンが死者の霊や先祖の霊、さらには悪霊と交信する儀式を指す   
このリストには神話上の存在（生き物）は含まれない。そちらについては「フィリピンの神話生物の一覧」を参照

## 一般的な考え方と世界観
フィリピン神話の登場人物には、神々（ディワタ）、英雄、その他の重要な人物が含まれる。
各民族グループには、それぞれ独自の神々のパンテオン（神々の集まり）がある。いくつかの民族では、神々の名前や役割が似ていても、それぞれ異なる存在とされている。
たとえば、イフガオ族のパンテオンでは、神の数が1,500以上とされており、フィリピン全体では100を超える独特なパンテオンが存在。
フィリピンの神話とフォーク宗教（民間信仰）は重なる部分がありますが、根本的には異なる。
神話は、世界の起源、自然現象、神々や精霊、英雄たちの行動を説明する物語の集まりで、文化的なナラティブ（語り）として機能する一方、フォーク宗教は、精神的な儀式、道徳的システム、そしてその信仰に根ざした神学を含む。
神話は宗教の一部であり、宗教は礼拝、儀式、倫理的な規範などを含むより広いシステム。
民族ごとに、神々全体またはその一部を指すための独自の用語が存在。たとえば、「ディワタ」は天界の神や女神を、「アニト」は祖先の精霊や小さな神々を指すことが多い。これらの言葉と意味は、地域や民族によって異なる  。
神話（ミトロヒヤ）はこれらの存在に関する物語に焦点を当てている一方で、民間宗教（フォークレリジョン）はそれらを敬う、または鎮めるための儀式を含んでいる。
ある民族グループは最高神を崇拝し、他のグループは自然や日常生活に関係する様々な精霊（スピリット）を敬う。
時が経つにつれて、これらの神話は宗教的起源から切り離され、伝説や民話となる。
イスラム教（イスラム）やキリスト教（クリスチャン）の導入は、先住宗教の実践を変化させたが、フィリピン神話（フィリピン・ミトロヒヤ）と民間信仰（フォークビリーフ）の多くの側面は残り、新しい宗教と融合した。
植民地時代が何世紀も続いたにもかかわらず、神々、精霊、英雄たちの物語はフィリピン文化にとって重要なものであり、神話の語りとそれに結びついた霊的な実践との違いを今でも表している 。
いくつかの民族グループには、最高神または複数の神々によって導かれるパンテオン（神々の体系）がありますが、他のグループでは、祖先やや自然界の精霊を敬っている。
これらのグループでは、主神が存在していても、絶対的な最高神とは見なされていないことがある。
フィリピンでは、こうした神々や精霊を総称して「アニト（anito）」と呼ぶ。この用語はさらに「祖先のアニト（祖霊）」と「ディワタ（diwata、神・女神・バタラ＝高位の神々）」に分けられる場合もある。
ただし、これらの言葉の意味は民族グループごとに異なることがある。

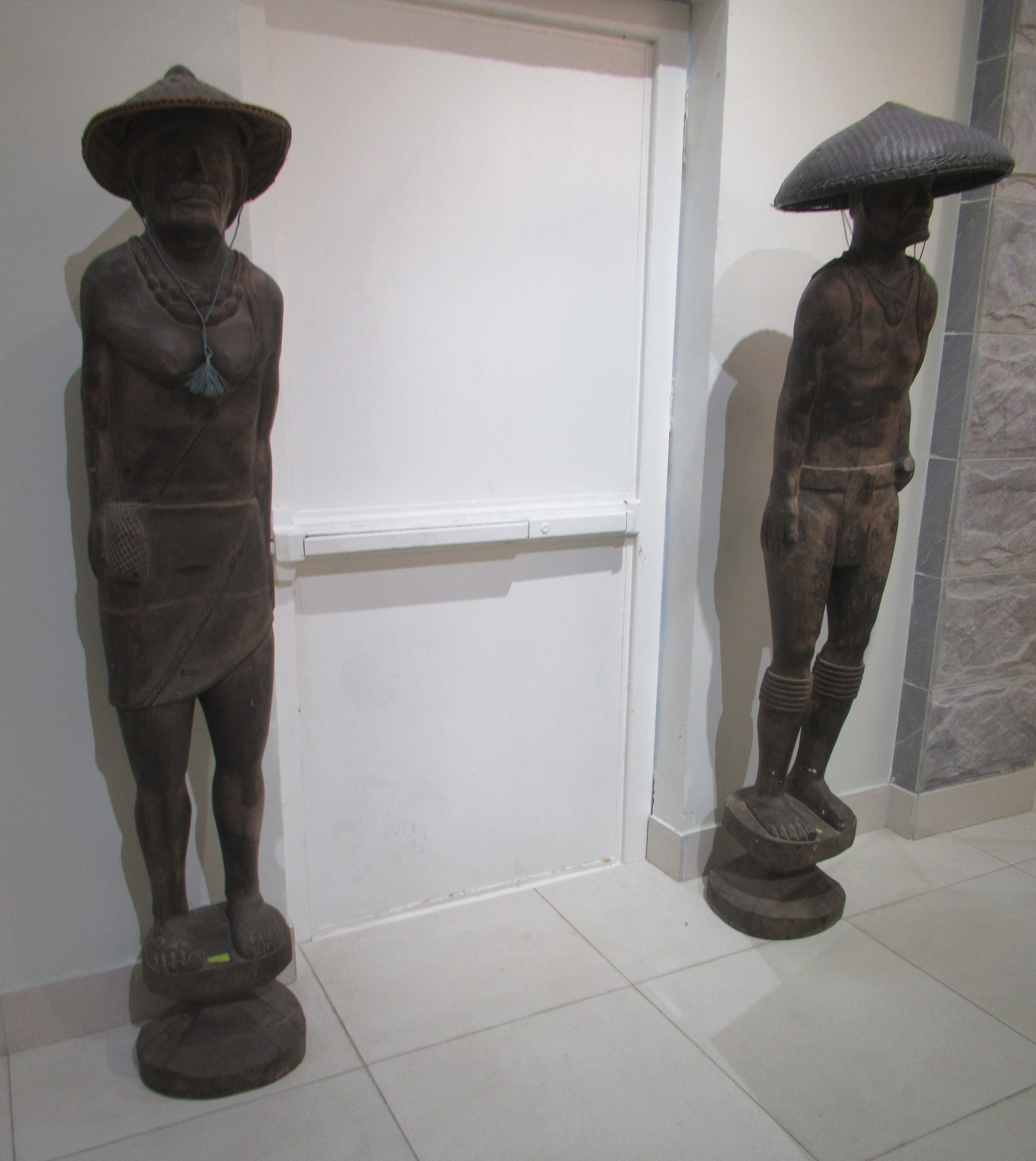
霊界の門守護者の彫像

## Ivatan (イヴァタン)

### 不死の存在と神々
- マヨ（Mayo）: 最高位の存在；[19][20] 特に漁のシーズンに、マヨへの儀式（リチュアル）が捧げられる[19][21]

- マヨ（Mayo）: 飛ぶ魚「ディバン（Dibang）」を捕るために使う漁具「ユユス（Yuyus）」を紹介した、伝説的な漁師のヒーロー；この魚は夏にアラユ（Arayu）漁に使用される[20]

- 与える者（Ang Tagapagbigay）: 全てを与える存在；社会的地位の高い人々の魂は、この存在がいる天上の家へ旅し、星になるとされる[20]

- アニトゥ（Añitu）: 死者の魂、土地の精霊、あるいは特定の場所・物に縛られていない目に見えない存在を指す[21]

- チャビドゥグとチャバヤンの間のアニトゥ: ダイナマイト爆破によって作られた崖の工事中に音を立てたと報告されたアニトゥの精霊たち；道が完成した後に移動したと信じられている[21]

- リルヤウ・アニトゥ（Rirryaw Añitu）: サブタン島の洞窟で音楽を奏で、歌い、火を灯す土地の精霊たち；ある人物により邪魔された後、移住したとされる[21]

- ジ・ラヘット・アニトゥ（ji Rahet Añitu）: 微笑む土地の精霊；古木に住んでいたが、木が切られた際にアニトゥの所有とされる壺が発見された[21]

- ヌヴワン・アニトゥ（Nuvwan Añitu）: 倒れてくる木から女性を救った善良な土地の精霊たち；「ヴィヴィヤイン（Vivyayin）」という儀式を通じて捧げ物がされる[21]

- ジ・プスプワン・アニトゥ（ji P'Supwan Añitu）: カルメン・アシド（Carmen Acido）という人間の女性と友人かつ同盟者となった善良な土地の精霊；時に犬の姿をとり、彼女の生活を助け、導いた；その優しさにも関わらず、彼らが住む畑はほとんどの人々に避けられている[21]

- マヤヴサイ・アニトゥ（Mayavusay Añitu）: マヤヴサイの土地に住む精霊たち；時に子豚の姿をとり、摘み取られた植物の一部を元に戻す力を持つ[21]

- 石積みに住むアニトゥ: 石積みに住んでいた土地の精霊たち；彼らの住処を破壊した男性に呪いをかけた；人間の姿で現れ、シャーマンのバラウ（Balaw）により対話され、問題が修正された[21]

- マユライ・アニトゥ（Mayuray Añitu）: 成長して闇に満ちた歩くアニトゥ；少年と出会ったが危害は加えなかった；その存在は「カプリ（Kapre）」としても知られ、周囲の高さに応じて成長する[21]

- ダヤナク・アニトゥ（Dayanak Añitu）: 赤い目と金のジュエリーを持つ非常に小さなアニトゥ；その金のジュエリーを受け取ると不幸を招くとされる[21]

## Tagalog タガログ語の神々と不死者  タガログ族の古代ディワタ（Diwata）およびバタラ（Bathala）
バタラ（Bathala） - バタラまたはマイカパル（Maykapál）は、至高神（カタアサ・アサン na ディウス／神）であり、宇宙（サンシヌコブ）の創造主かつ支配者とされている。彼は最も力のある神であり、「創造神」を意味するバタラ・マイカパル（Bathalang Maykapál）とも呼ばれる。古代タガログ族は彼をディワタたちの王、または下位神々の父と信じていた。また、彼はアバ（Abba）とも呼ばれる。
ディワタ（Diwata / Dioata / Diuata） - サンスクリット語の deva および devata に由来し、「神」または「天上の存在」を意味する。
ラカパティ（Lakapati） - 別名ラカンパティ（Lakanpati）は豊穣と生殖の神で、両性具有（アンドロジン）として描かれ、生命を育む力の象徴とされている。
ブアン（Buan） - 月のディワタ、または「月に住む乙女」とされる存在。ラグナ地方のタガログ族は彼女をダラーガン・ナサ・ブアン（Dalagang Nasa Buwan）またはダラーガン・ビヌブコット（Dalagang Binubukot）とも称した。スペイン時代の記録によると、古代の人々は新月の時に願い事をして祈りを捧げていた。彼らはブアンに金、米、良き伴侶、健康や長寿などの願いを託していた。
ラカン・ビニ（Lakan Bini） - 別名ラカン・ダイタン（Lakang Daitan、「結びつきの主」）は、喉を守護する神であり、喉の病の守護神とされている。一部の文献では誤ってラカンブイ（Lacambui）と記載され、彼が「食を司る神」として紹介されている。
アラウ（Araw） - 太陽の神、またはハリ・アラウ（Haring Araw）とも呼ばれる。プラセンシアによると、古代タガログ族は太陽の輝きと威厳を讃えて崇拝していた。太陽が出ている間に雨が降り、空が赤みを帯びるとき、彼らはアニト（Anito）たちが戦争を起こそうとしていると考え、女性や子供を家から出さずに避難していた。
バランガオ（Balangao） - またはバランガウ（Balangaw）とも呼ばれ、虹のディワタである。クラシック・タガログ語において、虹の正式名称は「バランガウ」であり、「バハグハリ（Bahaghari）」は詩的表現にすぎない。古代タガログ族は虹を「精霊や戦死者、またはワニに食われた者が天へ渡る橋」として崇めていた。ビサヤ族の虹と戦のディワタであるヴァランガウ（Varangaw／Barangao）と類似の名を持つ。
ビビット（Bibit） - 病気に関連するアニトであり、病人が出た際には彼に食物を捧げる儀式が行われた。カタロナ（Catalona／司祭）は治療の前にまずビビットを癒す必要があるとされた。
タウォン・ダモ（Tawong Damo） - 山岳の邪悪な精霊アニトの総称で、流産の原因とされた存在。ブリュメントリットによれば、これらの悪霊は、古代に土地を持っていた先住民族の霊であり、後にその土地をタガログ族に奪われたことで怨念を抱いたという。

### Bicolano (ビコラーノ)  不死の者、妖精（ディワタ）およびビコラノの神々（バタラ）
- ググラン（Gugurang） – 最高神であり善の神。[46] マヨン山（Bulkang Mayon）に住み、神聖な火（サグラッド・ファイア）を守っている。怒ると火山口を揺らし、マリナオ山（Bundok Malinao）を稲妻で裂く。[47] その名は「老人」を意味する。

- リンティ（Linti） – ググランの使者で、稲妻（ライトニング）を操る力を持つ。[47]

- ダログドッグ（Dalogdog） – ググランの使者で、雷（サンダー）を操る力を持つ。[47]

- アスアン（Asuang） – ググランの兄弟で、悪の神。ググランの火を奪おうとし、悪霊を集めて不死（イモータリティ）と犯罪を広めようとしたが、敗北してマリナオ山の下に封印された。その影響力は今も残っている。[47]

- アドラオ（Adlao） – 太陽と熱の神。ダガットとパロスの息子で太陽の化身。ダガによる反乱に加わり、体が太陽となった。別の神話では、戦いの中でブランの腕を切り落とし、それが大地になり、涙は川と海になった。[48]

- ブラン（Bulan） – 月の神で、ダガットとパロスの末っ子の息子。美しい青年として描かれ、猛獣やセイレーン（マギンダラ）を魅了する。マギンダンを愛していたが、恥ずかしがり屋でよく逃げる。[49] 別の伝承では、生きており、切られた腕から大地が生まれ、涙から川と海が生まれた。[48]

- ハリヤ（Haliya） – 月光の女神で仮面を着け、バクナワ（Bakunawa）の宿敵。ブランを守護する。女性のみのカルトが存在し、バクナワから守るための儀式舞踊（ダンス）を行う。

- マギンダン（Magindang） – 海と漁業の神。音やサインで漁師を導き、大漁をもたらす。[50] ブランを追い続けるが、決して捕まえられない。

- バクナワ（Bakunawa） – 月を飲み込もうとする巨大なウナギ・ヘビの怪物。日食や月食（エクリプス）の原因とされ、ハリヤの宿敵。[50]

- オコット（Okot） – 森と狩猟の神。口笛で狩人を獲物へと導く。[50]

- ラングイトン（Languiton） – 天空の神。[49]

- トゥビガン（Tubigan） – 水の神。[49]

- ダガット（Dagat） – 海の女神でパロスの妻。[49]

- パロス（Paros） – 風の神でダガットの夫。[49]

- ダガ（Daga） – ダガットとパロスの息子。父の風の力を受け継ぎ、祖父ラングイトに反乱を起こすが敗北。死後、体が地球となった。[49]

- ビトオン（Bitoon） – ダガットとパロスの末娘。兄弟の反乱に怒ったラングイトにより誤って殺され、その体は星々になった。[49]

- 巨人（Higante） – 世界を支える存在。人差し指を動かせば小さな地震が、三本目の指を動かせば大きな地震が起き、全身を動かせば世界が崩壊するとされる。[49]

- シリナウ（Sirinaw） – 太陽の神で、ローサという人間に恋をする。父が結婚に反対したため、光を与えるのを拒否。彼女を訪ねたとき、炎の力を忘れずに村を焼いてしまい、温泉だけが残った。[51]

- バタラ（Batala） – 善の神でカラオンに対抗した。ランバナに象徴され、アニトを司る。[50]

- カラオン（Kalaon） – 火、火山、破壊の悪神。[50]

- カラオンの息子 – 父の悪しき命令に背いた神。[50]

- オノス（Onos） – 災害とカタストロフの神。大洪水を引き起こし、地形を変えた。[52]

- オリョル（Oryol） – 美しい妖精（エンカンタダ）で、下半身が巨大なヘビの姿。美声を持つ美女に化け、勇敢なハンディオンに感動して、猛獣を追放する手助けをした。[52]

### Visaya (ビサヤ)不死なる存在、神々とイモータル、古代ビサヤのDiwata（精霊）とBathala（至高神）たち
- Kaptan（カプタン）: 至高神であり、空の神。長年Magauayan（マガウヤン）と戦い、Manaul（マナウル）が仲裁に入るまで続いた。Kahilwayan（カヒルワヤン）という天空の王国の支配者。風と稲妻を司るパワーを持つ。[53] 一部の神話ではMaguyaen（マグヤエン）の夫とされる。[54] 別の伝承ではBathala（バタラ）とも呼ばれ、[55] 他にはAbba（アッバ）という名もある。[56]
- Maguayan（マガウヤン）: 海の神でLidagat（リダガット）の父。Kaptanの兄弟。[57]
- Kaptanの使者たち:
  - Dalagan（ダラガン）: 最速の翼を持つジャイアント。長い槍と鋭い剣を持つ。[57]
  - Guidala（ギダラ）: 最も勇敢な翼のあるジャイアント。同様に槍と剣を装備。[57]
  - Sinogo（シノゴ）: 最もハンサムな翼のあるジャイアントでKaptanの寵愛を受けていたが、裏切ったため海底に封印された。[57]
- Maguyaen（マグヤエン）: 海風の女神。[54]
- Magauayan（マガウヤン）: Kaptanと長年戦った神。Manaulが仲裁。[53]
- Manaul（マナウル）: 巨大な鳥で、KaptanとMagauayanの戦争に岩を落とし、島々を形成した。[53]
- Manaulのアシスタントたち:
  - Kanauay（カナウアイ）[53]
  - Amihan（アミハン）[53]
- Lidagat（リダガット）: 海の女神。風の神の妻。Maguayanの娘。[57]
- Lihangin（リハンギン）: 風の神。海の女神の夫。Kaptanの息子。[57]
- Licalibutan（リカリブタン）: LidagatとLihanginの息子で、岩の体を持つ。父から風の力を継ぎ、Kaptanに反抗し、祖父の怒りにより殺され、大地となった。[57]
- Liadlao（リアドラオ）: 黄金の体を持つ息子。Kaptanの怒りで殺され、太陽となる。[57]
- Libulan（リブラン）: 青銅の体を持つ息子。殺されて月になる。[57]
- Lisuga（リスガ）: 銀の体を持つ娘。誤ってKaptanに殺され、星々となる。[57]
- Adlaw（アドラウ）: 太陽の神。善き者に崇拝される。[55]
- Bulan（ブラン）: 月の神。罪人を照らし、夜を導く。[55]
- Bakunawa（バクナワ）: 世界を巻きつける力を持つサーペントの神。7つの月を飲み込もうとし、6つまで成功。最後の1つは竹によって守られた。[55]
- Kaptanの配下の神々:
  - Makilum-sa-twan（マキルム・サ・トワン）: 平原と谷の神。[54]
  - Makilum-sa-bagidan（マキルム・サ・バギダン）: 火の神。[54]
  - Makilum-sa-tubig（マキルム・サ・トゥビグ）: 海の神。[54]
  - Kasaray-sarayan-sa-silgan（カサライ・サライアン・サ・シルガン）: 小川の神。[54]
  - Magdan-durunoon（マグダン・ドゥルノオン）: 隠された湖の神。[54]
  - Sarangan-sa-bagtiw（サランガン・サ・バグティウ）: 嵐の神。[54]
  - Suklang-malaon（スクラン・マラオン）: 幸せな家庭の女神。[54]
  - Alunsina（アルンシナ）: 天空の女神。[54]
  - Abyang（アビャン）: Kaptanの支配下にあるもう一人の神。[54]
- Maka-ako（マカアコ）: Laon（ラオン）としても知られる。宇宙（universe）を創造した神。[58]
- Linok（リノク）: 地震の神。[58]
- Makabosog（マカボソグ）: 飢えた者に食物を与える、ひざまずいたリーダー。[58]
- Sidapa（シダパ）: 死の神でありDiwata。Kamaritaan（カマリターン）の共同支配者。死を司る力を持ち、ビサヤのMadjaas山頂に住む。[54]
- Makaptan（マカプタン）: 病の神。Sidapaと共にKamaritaanを支配する。Magyan、Sumpoyの兄弟。[54]
- Lalahon（ララホン）: 火山、火、収穫の女神。Laonとも呼ばれる。[59][56]
- Santonilyo（サントニリョ）: 像を海に沈めることで雨を降らせる神。スペインの神とも言われる。[56]
- Cacao（カカオ）: Mount Lantoy（マウント・ラントイ）のDiwataで、黄金の船で商品を売る。洪水を起こす力を持つ。[60]
- Mangao（マンガオ）: Cacaoの夫。[60]